# Die lustige Welt der Tiere
Die lustige Welt der Tiere ist ein südafrikanischer Tierfilm des Regisseurs Jamie Uys aus dem Jahr 1974.

## Handlung
Der Film beschreibt die Tierwelt der afrikanischen Namib-Wüste, des Okavango-Beckens und der Kalahari. So sieht man beispielsweise die Tiere der Wüste bei der Nahrungssuche und Partnerwahl, Webervögel beim Bau von Gemeinschaftsnestern und Löwen bei der Bändigung ihres aufmüpfigen Nachwuchses. Gezeigt wird auch, wie eine mutige Entenmutter ihren Nachwuchs vor einer Hyäne rettet, indem sie vorgibt, verletzt zu sein, und somit die Aufmerksamkeit der Hyäne auf sich lenkt. Auch Straußen sind nicht nur mit der Brautschau beschäftigt, sondern auch damit, den frisch geschlüpften Nachwuchs vor den in der Wüste lebenden Menschen zu beschützen. Die Maulbrüter wiederum bringen ihren Nachwuchs bei Gefahr im schützenden Maul unter.
Nach Genuss gärender Früchte des Marula-Baumes sind verschiedene Tiere wie benebelt, während das Nashornvogelweibchen sich zur Aufzucht des Nachwuchses in einer Baumhöhle einmauern lässt. Zu sehen sind auch Leute vom Volk der San bei der Nahrungsbeschaffung und beim Unterrichten ihrer Kinder. Zur Wassersuche wird beispielsweise ein Affe so lange festgebunden, bis er vor lauter Durst zur nächsten Wasserstelle rennt und so deren Standort verrät. Zuletzt zeigt der Film, wie die unter einer Trockenzeit leidenden Tiere durch einen Wolkenbruch erlöst werden.

## Musik
- Eine Pavianherde schlägt Purzelbäume zum Ungarischen Tanz Nr. 5 von Johannes Brahms.
- Dieselbe Pavianherde wird vorgestellt zu Ausschnitten des Ungarischen Tanz Nr. 3.
- Webervögel fliegen zum Tanz der Stunden aus Amilcare Ponchiellis Oper La Gioconda in ihren Gemeinschaftsnestern ein und aus.
- Eine Straußenherde bewegt zur Fuge Nr. 2 in c-Moll aus Johann Sebastian Bachs Wohltemperiertem Klavier, die auf einem Moog-Synthesizer gespielt wird, die Köpfe auf und ab.
- Zum Blumenwalzer aus Pjotr Tschaikowskis Der Nussknacker blüht die Wüste auf.
- Ein Bad der Tiere in einer Oase wird von der Moldau aus Bedřich Smetanas Mein Vaterland musikalisch untermalt.
- Das Wohlgefühl verschiedener Wüstentiere wird durch die Morgenstimmung aus der Peer-Gynt-Suite von Edvard Grieg ausgedrückt.
- Beim traurigen Marsch der Pelikankinder ist das Prélude aus dem 3. Akt von Giuseppe Verdis La traviata zu hören.
- Im direkten Anschluss daran das Gewitter: Les Préludes von Franz Liszt.
- Am Schluss springen die Antilopen zu Carl Maria von Webers Aufforderung zum Tanz.
- Die Tierspuren im Sand am Anfang des Films werden von dem Klavierstück Dichiarrazione d’amore von Fernando Cazzato Mainardis Letaine begleitet.
- Die Beschreibung der Oryx-Antilopen wird mit einem Ausschnitt von Anton Rubinsteins Kamennoi Ostrov untermalt.
- Die rasenden Käfer im Sand rennen zum Ballet des poussins dans leurs coques aus den Tableaux d’une exposition von Maurice Ravel.
- Bei dem Abschnitt mit den betrunkenen Tieren läuft kurz im Hintergrund Danse du Grizzly von Pierre Avray.
- Als der Buschmann den durstigen Pavian verfolgt, wird Statistica von Alessandro Alessandroni gespielt.
- Die Löwin, die das Wasserloch bewachen soll, wird von einer Impala-Antilope zu African Sunset von Sam Sklair genervt.
- „Papa Strauß“ wacht über das Gelege zu Sam Sklairs Stück River Safari.
- Bei der Beschreibung der Raupen läuft ein kurzer Ausschnitt aus dem Synthesizer-Stück Ringo von Sam Spence.

## Auszeichnungen
Im Jahr 1975 gewann der Film einen Golden Globe als bester Dokumentarfilm. Außerdem gewann er 1975 einen American Cinema Editors Award (Eddie) für den besten Schnitt eines Dokumentarfilms.

## Kritiken
„Ein informativer Film über die Tierwelt in den Wüsten Afrikas, der neben hervorragenden Aufnahmen interessante Verhaltensstudien enthält. Kein Dokumentarfilm im strengen Sinn, sondern ein amüsanter Unterhaltungsfilm. Trotz einiger Längen sehenswert.“

## Fortsetzungen
Auf DVD sind neben diesem Film vier Fortsetzungen erhältlich, die allerdings mit einer jeweiligen Länge um die 50 Minuten deutlich kürzer sind. Der Erzähler ist in diesen Folgen Harald Juhnke.